# Кірейонок Євгеній Дмитрович
Євге́ній Дми́трович Кірейо́нок (* 1969) — майор Збройних сил України; учасник російсько-української війни. Призер Ігор Нескорених-2023.

## З життєпису
1990 року закінчив військове училище. До 2000-го служив на різних посадах; звільнився за вислугою років. Намагався знайти себе в бізнесі. Далі працював на різних посадах, у різних організаціях. Зрештою пішов в одну фірму; там заступником начальника охорони працював досить довго.
2014-го мобілізований на службу, працював у військкоматі. Воював у складі 5 БТГр 81-ї окремої аеромобільної бригади та 36-ої окремої бригади морської піхоти. З вересня 2015 року був на посаді начальника штабу десантно-штабного батальйону морської піхоти 36-ї бригади. Його батальйон був серед перших, які заходили в Широкине. За станом здоров'я повернувся до служби у військкоматі.
Працював провідним фахівцем Кременчуцького льотного коледжу. З початку повномасштабного російського вторгнення служив на Харківщині та Донеччині — під Бахмутом; був заступником командира батальйону 71-ї окремої єгерської бригади ДШВ. Згодом, за станом здоров'я, його визнали обмежено придатним до військової служби. Однак він і далі працював на посаді заступника командира батальйону з логістики.
Відновив заняття плаванням після 30-річної перерви ще до початку повномасштабної війни. 2020 року брав участь у груповому запливі по Дніпру на 5 км. У 2021 та 2022 роках — у Всеукраїнському запливі «Олімпійська година».
До збірної потрапив через заміну учасника. В Іграх Нескорених на дистанції 100 метрів посів 7-му сходинку. На п'ятий день змагань здобув срібну нагороду — у складі команди в естафеті з плавання 4 по 50 метрів — він і Назар Вознюк, Олександр Пономарьов та Ігор Дерман.
За Євгена переживали дружина, донька, син та мама.